# Inglinge hög
Inglinge hög ingår i ett gravfält från järnåldern, som ligger strax väster om Ingelstad i Östra Torsås socken, Småland. Inglinge hög, är 37 meter (35 meter enligt Fornsök) i diameter och höjden är 6 meter. På dess topp finns en rest sten och ett gravklot med vackra ornament i svag relief. Omkring 130 fornlämningar finns i området, bland annat fem gravhögar, över hundra runda, rektangulära och ovala stensättningar samt två skeppssättningar. I de enstaka gravar som blivit utgrävda har fynden bestått av vikingatida spännbucklor och någonstans inom gravfältet upptäcktes på 1700-talet, ett svärd från bronsåldern. Inglinge hög anses också vara Sydsmålands äldsta tingsplats.

## Inglinge hög
Den största högen Inglinge hög dominerar med en diameter på 35 meter vid basen, det närmast plana topplatån är 9-11 m i diameter och ligger på 6 meter höjd. I ytan synliga stenar, 0,15-0,3 meter stora några är 0,5 meter stora. I mitten av topplatån är en ornerad, rest sten, 1,9 meter hög, 1,8 meter bred (N-S) och 0,2 meter tjóck vilken lutar svagt åt söder. Intill och söder om denna ligger ett ornerat stenklot med största diameter 0,78 meter och minsta diameter 0,57 meter. Högen rovgrävdes år 1774. 

## Gravfältet
Gravfältet där Inglinge hög ligger består av 130 fornlämningar varav fem högar. Ovala stensättningar är dominerande gravform i Värends järnålder och det finns cirka 96 ovala stensättningar på gravfältet och därtill tio runda stensättningar, åtta rektangulära stensättningar, fem stensättningar av avvikande form, två skeppssättningar, tre enskilda och resta stenar. Möjligen är en del av de ovala stensättningarna skeppsformiga stensättningar istället.
Intill och söder om Inglinge hög finns en andra hög med 28 meters diameter och ca 3,25 meter höjd. I ytan synliga stenar på 0,2-0,6 m. Mitten utschaktad dels i form av en grop, 3,5 m i diameter och ca 1,5 m djup, dels i ett halvcirkelformat dike, 1 m bred och 1-1,5 m djup samt dels i form av en ojämn platå, 3x4 m och intill 1 m djup. De övriga tre högarna är 8-10 m i diameter och 1-1,2 m höga. Mitt på den ena är en rest sten, 0,7 m hög, 0,45 m bred och 0,35 m tjock. 
De runda stensättningarna är 4-7 meter i diameter och 0,3-0,4 meter höga och de är övertorvade. Några har i ytan synliga stenar, 0,2-0,3 meter stora, några har kantkedja, av 0,5-1 meter stora stenar. På en av dem finns en rest sten, 1,85 meter hög, 1,5 meter bred och 0,54 meter tjock. Den stöttas av huvudsakligen 0,3-0,6 meter stora stenar. De rektangulära stensättningarna är 3-6x2-4 m i sida (N-S, Ö-V), fyllda, och cirka 0,3 meter höga. Kantkedjan består av i allmänhet 0,3-0,5 meter stora stenar. De ovala stensättningarna är 3-8 m långa och 1,5-4 m breda (N-S, Ö-V). Deras kantkedja består av 0,3-1 meter stora stenar. En av dem har i norra änden en rest sten, 1,75 meter hög, 0,65 meter bred och 0,42 meter tjock. Stensättningarna av avvikande form, är cirka 4 m långa och 3,5-4 meter breda (N-S, Ö-V). Deras kantkedja av 0,3-0,5 meter stora stenar. Skeppssättningarna är 15 respektive 21 m långa och 10 meter breda (N-S, Ö-V), med kantkedja av 1-1,7 m långa och 0,3-1 meter höga stenar. Den förra är avtrubbad i S änden, troligen för att lämna plats åt Inglingehög. Dess avstånd mellan stenarna är 0,3-1,5 meter. Avståndet mellan stenarna på den senare är 1,5-2 meter. Den förra har innanför och invid västra kanten en mindre rund, fylld stensättning, 3,5 meter i diameter och 0,5 meter hög som är övertorvad med i ytan synliga 0,3-0,6 meter stora stenar. Kantkedjan består av 0,3-0,6 meter stora stenar. Av de enskilda resta stenarna är en, 1,45 meter hög, 0,5 meter bred och 0,35 meter tjock. De andra är ca 0,6 meter höga, 0,4 meter breda och 0,2-0,3 meter tjocka. Alla är kullfallna åt norr. Gravfältet har sträckt sig längre öster ut - troligen finns gravrester bevarade under mark.

## Undersökningen
Birger Nerman vill i Fornvännen datera Inglingehögen till bronsåldern och anför främst två skäl för denna datering. Dels gravklotets ornering som han jämför med orneringen på fynd från bronsåldern dels de fynd som skall ha gjorts i graven vid en grävning. I äldre litteratur finns uppgifter om att en rovgrävning av Inglingehögen1774. Linnerhielms år 1797 utgivna Bref under resor i Sverige I, sid. 124:
Straxt därinvid [invid Ingelstad gästgivaregård] i ett åkergärde är den bekanta K. Ingels Hög, på hvilken ses en upprättstående hög sten och en annan af rund form. i det närmaste sådane som de finnas aftagno i Grefve Dahlbergs Verk [Suecia antiqua], men de uthuggna prydnadernc mera förnötte. Är 1774 biet Högen midt uti rätt nedåt ända till bottnen genomgräfd af Rådman Schenberg från Skeninge, hvarvid ej annat skall hafva funnits, än en Urna med aska och ett på spetsen slälldt tvääggadt Svärd. Högen blef väl efter många omständigheter och öfver tio års förlopp åter igenlagd, men en stor del af den utkastade jorden säges icke hafva blifvit åter uppförd, och Högen skall derigenom hafva förlorat en eller halfannan aln af dess höjd, sin fordna spetsighet, jämnhet och den grönska, som förr betäckte den.
Nerman argumenterar mot Sune Lindqvist och Erik Floderus som hade antagit, att  Linnerhielm skulle råkat ut för ett missförstånd och att grävningen skulle ha gällt inte Inglingehögen utan den andra stora belägen alldeles intill Inglingehögen. Nerman ser deras argument att högen nu ser orörd ut, som ett dåligt skäl att bortse från Linnerhielms uppgifter. Linnerhielms uppgift om fynden pekar inte mot' järnåldern. Urna med aska, utan brandlager är också mer typiskt för bronsåldern. Svärd är ytterst vanliga fynd i bronsåldersgravar från den äldre bronsåldern, men också från början av den yngre bronsåldern, period 4. Nermans argumenterar vidare:
Bronsåldershögarna innehålla ju vanligen flera begravningar, och Linnerhielms uppgifter tyda snarast på, att man stött på dels en grav med svärd (sannolikt ifrån äldre bronsåldern eller per. 4), dels en urnegrav ifrån yngre bronsåldern. Om, såsom ju är ytterst vanligt, svärdet haft sin plats i en kista av trä, kan vid dennas förmultning lätt en sättning ha inträffat, som skulle kunna förklara uppgiften att svärdet var ställt på spetsen.
Floderus accepterar att Inglinge hög utsatts för rovgrävning i Är Inglingehög plundrad där han skriver:
Då ju Wallman icke blott varit på platsen utan även talat med personer, som varit närvarande vid Schenbergs grävning, måste hans vittnesmål bliva avgörande. Det är tydligt, att Schenbergs grävning, antingen den ägt rum 1774 eller 1782, avser Inglinge hög.
Men Floderus ändrar inte sin uppfattning om gravens datering utan anför att högens form, gravklotens allmänna anknytning till järnåldersgravar och dess ornering som liknar bildstenarnas ornering på Gotland talar för en datering till järnålder. Floderus anser det inte troligt att Schenberg vid sin grävning nådde centralgraven utan möjligen bara en sekundärgrav.

## Skeppsättningar
Ingelstad-gravfältet har två stora skeppsformade stensättningar. Den ena ligger väster om Inglinge-hög grav nr 46 på Floderus karta. Skeppsformade stensättning nr 18 ligger precis norr om Inglinge hög och har troligen varit den största skeppsformade stensättningen på gravfältet, men blev sannolikt avkortad när Inglinge hög anlades. Stora skeppsformade stensättningar som finns i fåtal på gravfält brukar vara från äldre järnålder. Om de två skeppsformade stensättningarna har anlagts under äldre järnålder talar det för att Inglinge-hög är från folkvandringstid. Knut Kjellmark betonar att de stora skeppsformade stensättningar på Ingelstad-gravfältet mycket liknar dem på Gotland som i vissa fall anlades på bronsåldern men ibland under äldre järnåldern (Kjellmark 1932–1934 s.16).

## Fynd vid gravfältet
Äldsta graven på gravfältet nr 40 på Floderus gravfältskarta är ett mindre röse, den består av lösa stenar. Under mitten av 1800-talet gjordes det några undersökningar av Ingelstad-gravfältet och vid röset hittades en bronsdolk som dateras till 1400 f.Kr., alltså från äldre bronsåldern.(Floderus 1950 s.11–12). Dolken finns avbildad i Nermans artikel i Fornvännen.
Erik Floderus grävde några gravar då han restaurerade gravfältet 1931. I en av gravarna lite norr om Inglingehögen hittades resterna efter ett bål anlagt i form av ett litet hus. Graven var efter en kvinna som brändes på bålet tillsammans med gravgåvor. Bland fynden fanns bland annat glaspärlor och finare smycken av brons som daterades till 750 e.Kr.
År 1931 undersöktes också en mindre skeppsformad stensättning nära vägkanten intill hembygdsstugan (grav nr 109, på gravfältskartan). I graven hittades brända ben ditlagda efter att kroppen bränts på okänd bålplats. I graven hittades ett järnföremål av obestämbar slag, och troligen har en manlig person begravt i graven. Graven är en atypisk skeppsformad stensättning troligen från slutet av vikingatiden. Gravgodset är obetydligt vilket blev vanligt under inflytande av kristendomens. (Floderus 1950 s.16).

## Namnet
Det har spekulerats i om namnet på högen kan ha anknytning till Ynglingaätten, rent av om Ynglingaätten kan ha sitt ursprung i denna småländska trakt..
En alternativ spekulation är att en lokal "kung" vid namn Inge är begraven här  .

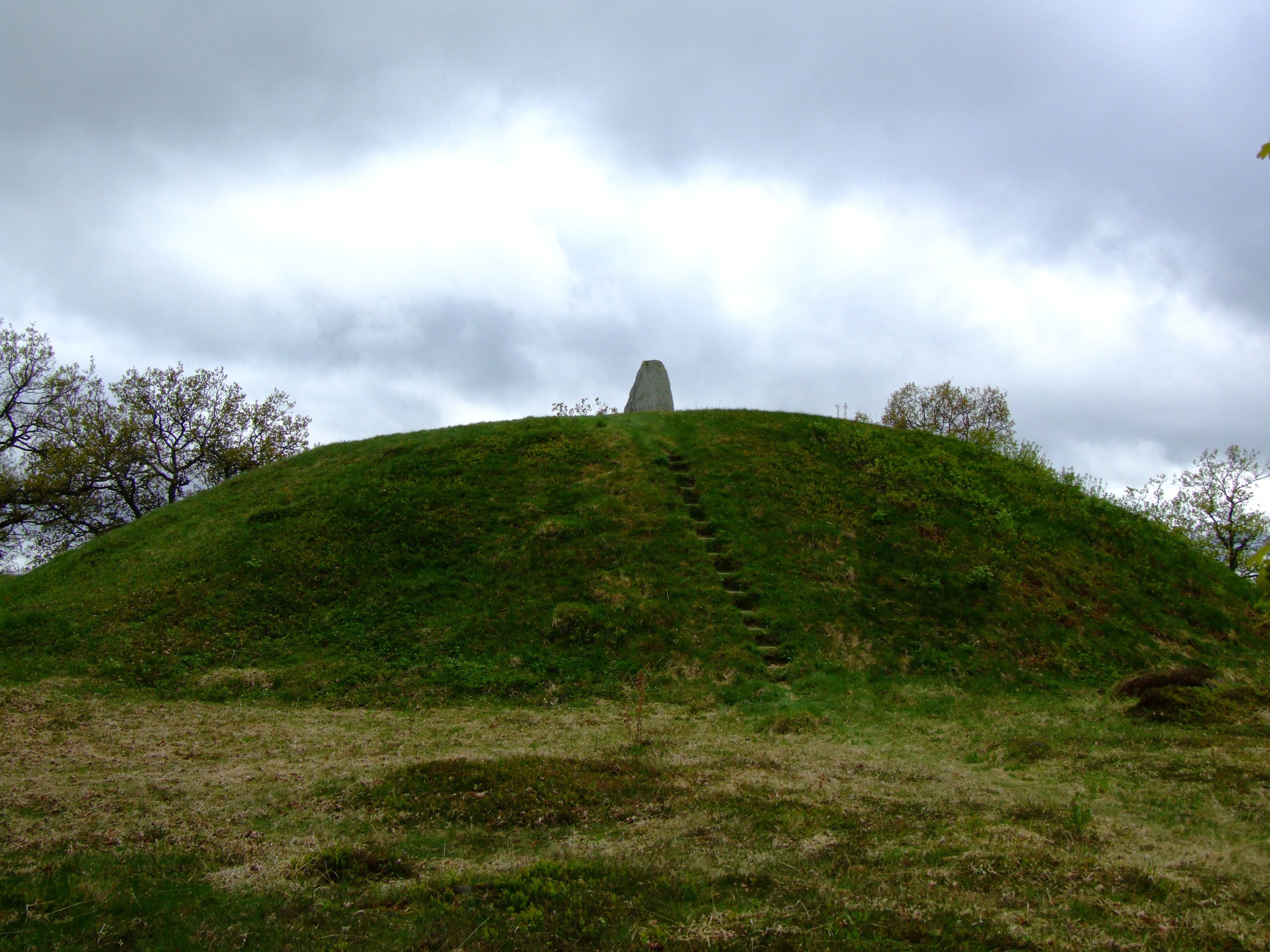
Inglinge hög.
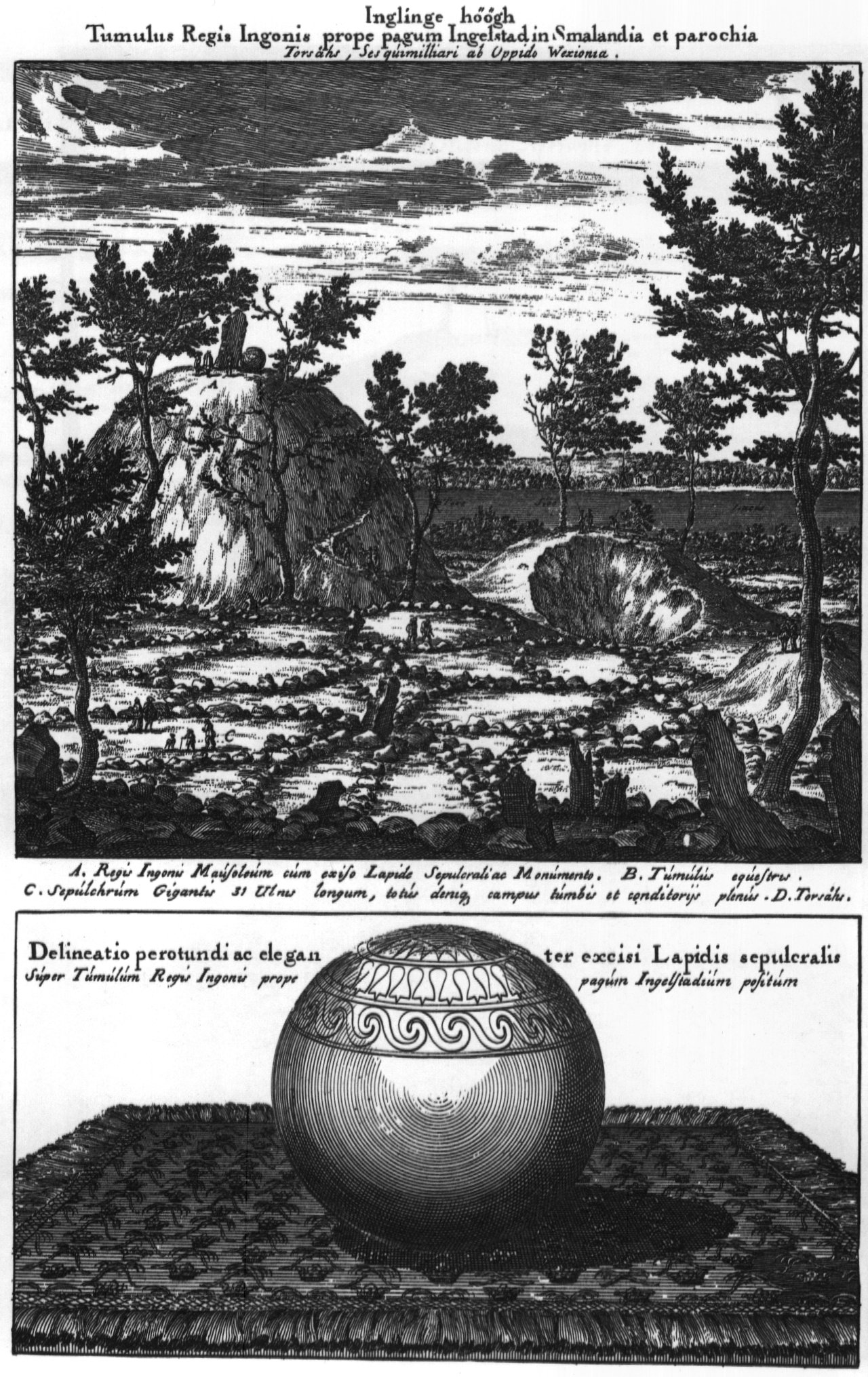
Inglinge hög enligt Suecia antiqua et hodierna.
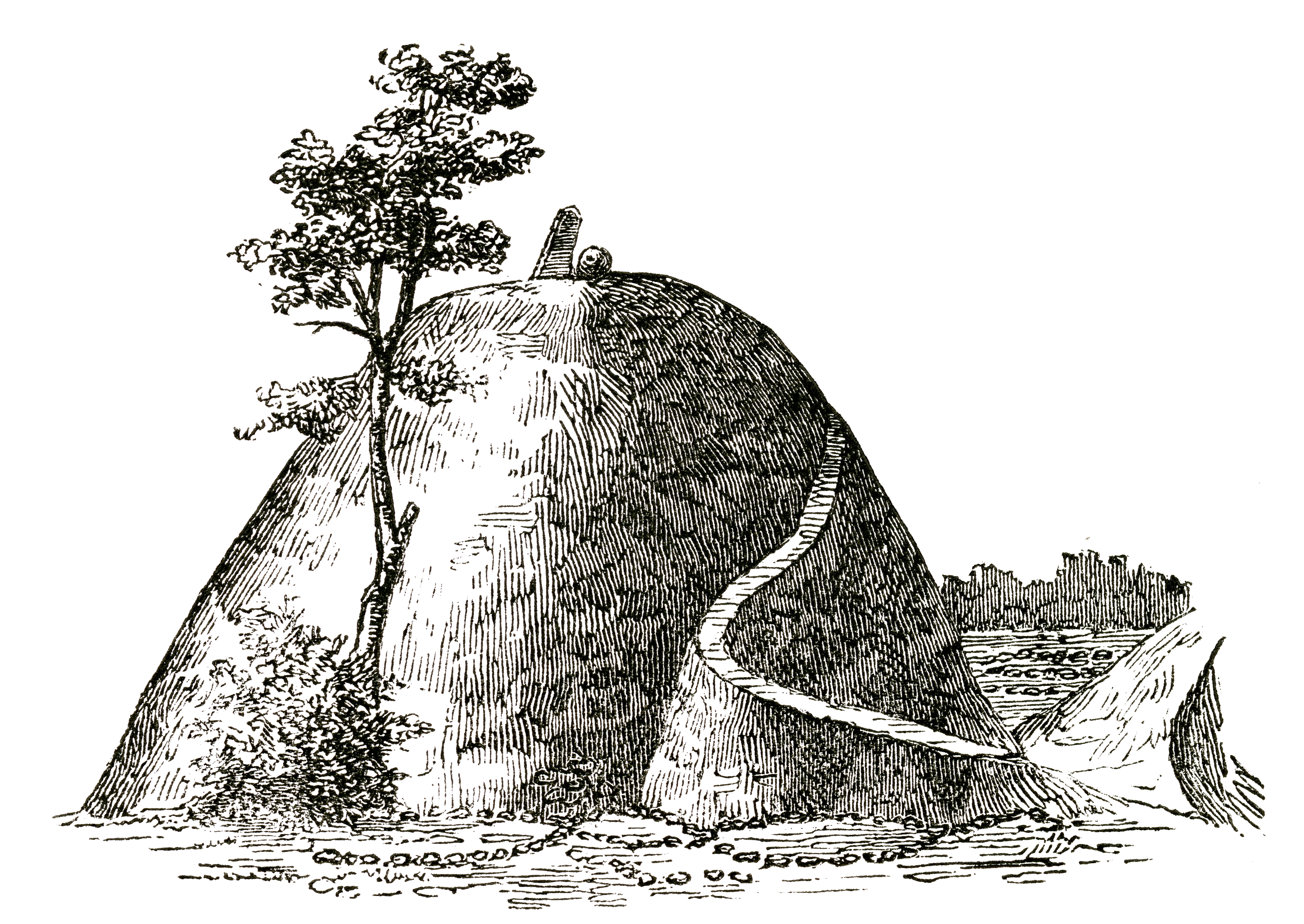
Inglinge hög enligt Wärend och wirdarne.
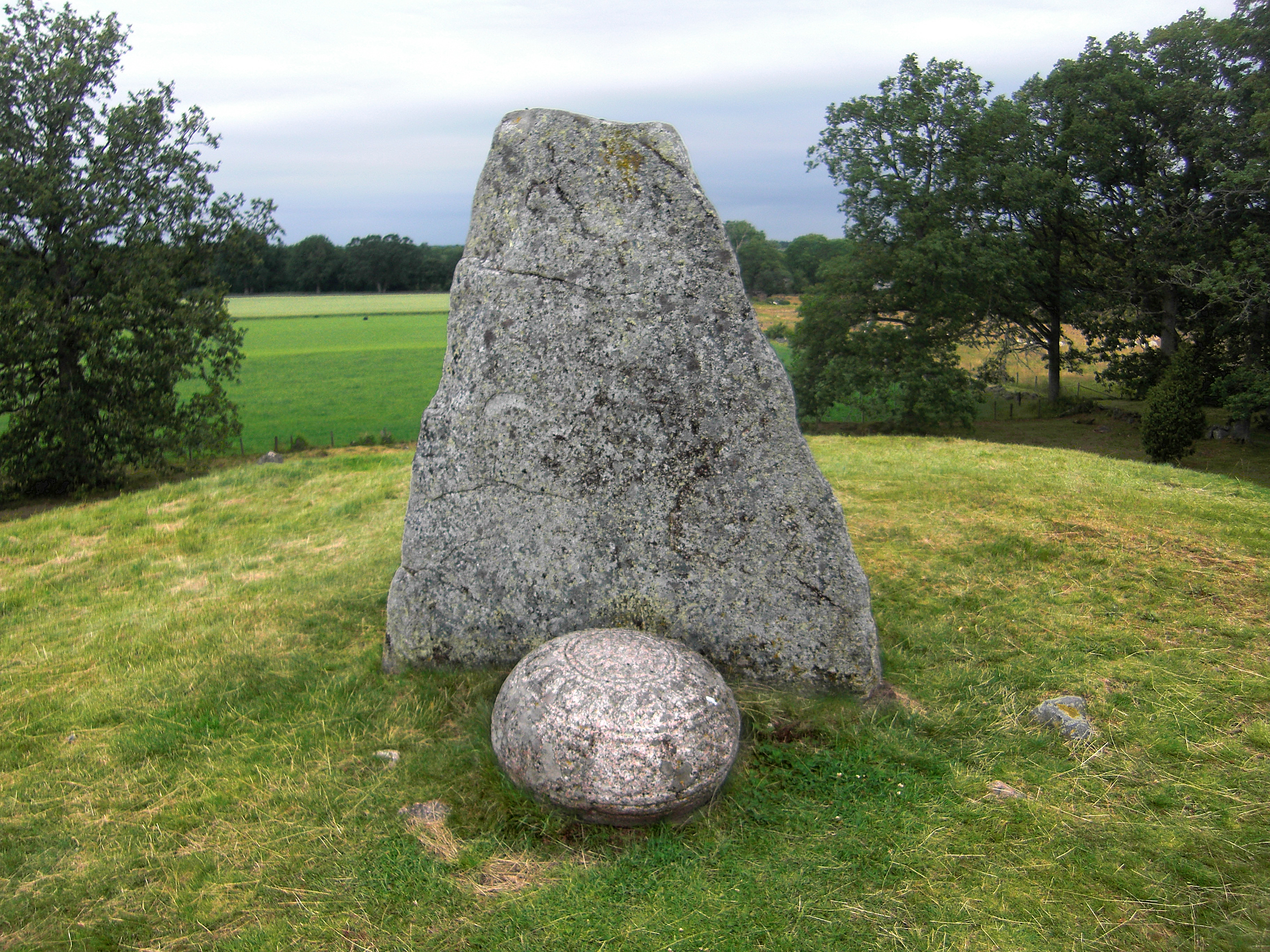
På högen finns ett gravklot och en rest sten.
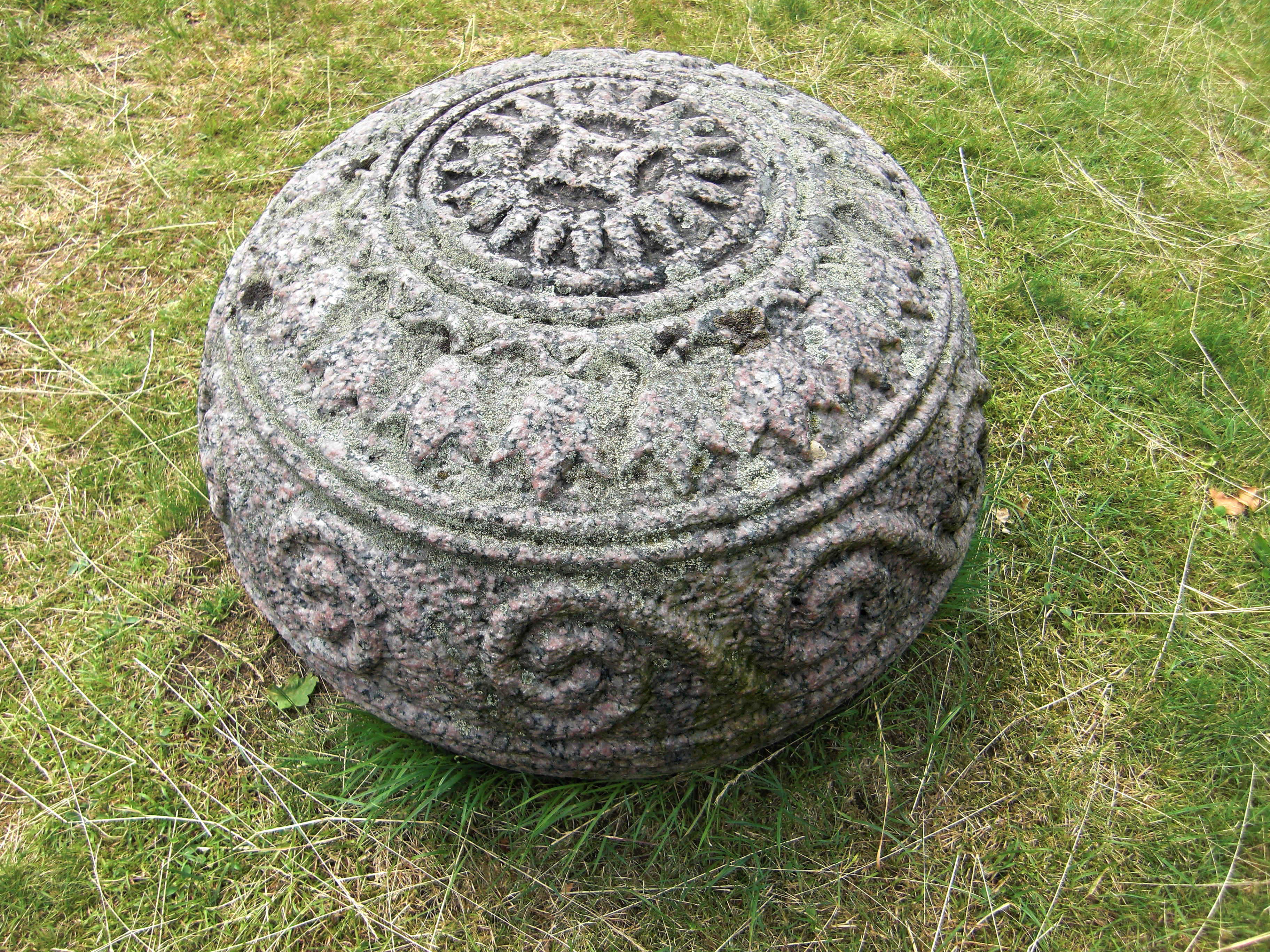
Kopia av gravklotet.
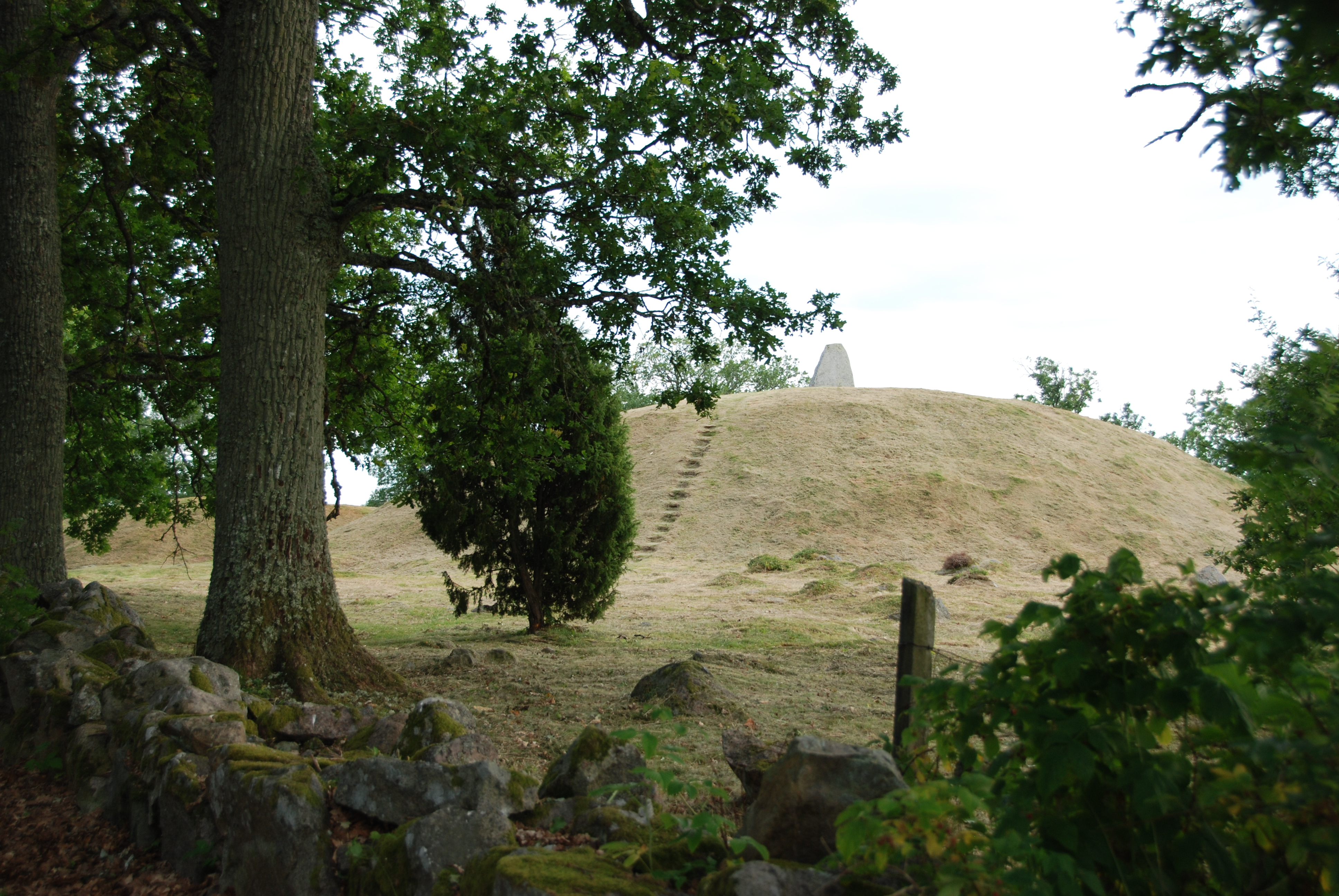
Inglinge hög.